# 薪能
薪能是日本能乐的一种，主要在夏日的夜间举办，人们在能乐堂或野外临时搭建的能舞台周围点燃火堆，挑选特定的能乐曲目进行表演。薪能的意思是“薪火之宴时的能乐”。
它可以追溯到平安时代中期，据说最早的薪能是在奈良兴福寺举办的。现在兴福寺每年的5月11日、12日都会举办薪能，但是在兴福寺，薪能通常被叫做“薪御能”。日本各地的神社寺庙（日前神宫、国悬神宫、平安神宫、长田神社、增上寺、神田明神社、生国魂神社、称名寺等）和园林（大阪城西的丸庭园、新宿御苑、爱知县小牧城麓等）都会举办薪能。